# 夢で逢えたらVOX
『夢で逢えたらVOX』（ゆめであえたらヴォックス）は、2018年3月21日に発売された大瀧詠一プロデュースによるシリア・ポールのアルバム『夢で逢えたら』のボックス・セット。

## 解説
1977年6月25日にリリースされたシリア・ポールのソロ・アルバム『夢で逢えたら』は、大瀧詠一が主宰するナイアガラ・レーベルにとって初の女性シンガーによるアルバムとなった。本作は1997年の20th記念盤以降入手困難となっていた同作の40周年を迎えるにあたりCD4枚、アナログLP2枚、アナログ・シングル2枚という内容でリリースされたボックス・セット。概要は、プロデューサーの大瀧が異なるスタジオでミックス・ダウンした3つのマスターテープを軸に、シングルver、ライブ音源、アウトテイク、プロモ盤、カラオケ、CM音源ほか未発表音源を収録したコレクターズ仕様。
同時発売の通常盤『夢で逢えたら 40th Anniversary Edition』は、ディスク1が本ボックスのCD-1と同内容のほか、ディスク2はCD-2のM-1~11とCD-4のM-1~5が収録されている。

## 録音、制作
アルバム『夢で逢えたら』は1977年2月22日から27日にかけて、福生45スタジオにてベーシックなレコーディングが行われ、ミックス・ダウンと追加レコーディングによるダビングは複数のスタジオで実施された。ミックス・ダウンは大別すると、銀座の音響ハウス（3月15日から19日）、麻布台のサウンド・シティ（4月2日、11日、13日、14日）、六本木のCBS SONYスタジオ（4月10日）、新大久保のフリーダム・スタジオ（4月15日）の4か所にて、笛吹銅次により行われた。

## パッケージ、アートワーク
ブックレットには、米国在住のシリア・ポールに萩原健太が渡米して行ったインタビューと解説「Liner Notes & Interview〜シリアさんに会ってきましたよ〜」を掲載のほか、1987年と1997年の大瀧詠一の解説文を萩原が再構成したものが掲載されている（『夢で逢えたら 40th Anniversary Edition』付属のブックレットと同内容）。さらに『夢で逢えたら』歴代盤のレーベル、帯。オリジナル盤に所収の歌詞、訳詞、解説も掲載されている。更に、大瀧詠一直筆による<Recording日誌>と1977年のスケジュール帳の画像が掲載されており、プロデューサーとしての几帳面さを垣間見ることができる。それを元に作られた<Recording Date>には、録音日時とスタジオ、ミュージシャンが詳細に記されている。そのほか、16チャンネル・マルチ・トラック・テープのトラック・シートやオリジナル・マスター・テープの写真、プロモーション・パンフレット、ポストカード、ポスター、日本コロムビアの1978年カレンダー、<The First Niagara Tour>のチケットからサイン色紙に至るまでの画像が掲載されている。また、オリジナル盤に所収の歌詞、訳詞、解説も掲載されている。
CDのレーベルはディスク1は赤色、ディスク2は緑色、ディスク3は黄色、ディスク4は銀色のナイアガラ・レーベルが使われている。

## CD-1 1977 Original Album + Single<CBS SONY, Sound City&Freedom Mix>

### 解説
ディスク1は基本であるオリジナル・アルバムと、シングルのマスターからの最新リマスタリング音源で構成。1977年2月22日にM-3、23日にM-4、24日にM-8,10、25日にM-1,9、26日に2,7、27日に5,6,11が福生45スタジオにてベーシックなレコーディングが行われた。基本的なレコーディング・メンバーはドラムスの上原裕、ベースの田中章弘、ギターの村松邦男、キーボードの井上鑑で、ペダル・スティール・ギターの駒沢裕城がM-2,5,6,8,11,14、フルートの浜口茂外也がM-1,12,13,15,16、女性コーラスのシンガーズ・スリーがM-1,2,3,4,5,9,10,11、稲垣次郎のホーン・セクションがM-1,3,6、アルト・サックス・ソロの岡崎資夫がM-7,9、バリトン・サックス・ソロの砂原俊三がM-4、ストリングス・アレンジとして山下達郎がM-1,3,6,7,10,12,13,15,16に参加している。トラック・ダウンはM-1,12,13,15,16が1977年4月10日に六本木のCBS SONYスタジオ、M-4は4月2日、M-2,3,14は4月11日、M-5,9,10は4月13日、M-6は4月14日、それぞれ麻布台のサウンド・シティ、M-7,8,11は4月15日、大久保のフリーダム・スタジオ。すべて、1997年盤『夢で逢えたら』としてCD化されたヴァージョンで、今回は内藤哲也によって新たにリマスターされている。

### 収録曲
1. 夢で逢えたら @CBS SONY 1977/04/10  –  (3:38)[1]
(E. Ohtaki)
2. 恋はメレンゲ @Sound City 1977/04/11  –  (2:11)[1]
(E. Ohtaki)
3. ドリーミング・デイ @Sound City 1977/04/11  –  (4:10)[1]
(T. Ohnuki / T. Yamashita)
4. One Fine Day @Sound City 1977/04/02  –  (3:16)[1]
(G. Goffin / C. King)
5. Walk With Me @Sound City 1977/04/12  –  (2:28)[1]
(H. Greenfield / N. Sedaka)
6. こんな時 @Sound City 1977/04/14  –  (5:11)[1]
(E. Ohtaki)
7. The Very Thought Of You @Freedom 1977/04/15  –  (2:39)[1]
(R. Noble)
8. Whispering @Freedom 1977/04/15  –  (2:51)[1]
(J. Schonberger / R. Coburn / V. Rose)
9. Tonight You Belong To Me @Sound City 1977/04/12  –  (2:31)[1]
(B. Rose / L. David)
10. Oh Why @Sound City 1977/04/12  –  (3:51)[1]
(P. Spector)
11. Cha Cha Charming @Freedom 1977/04/15  –  (2:26)[1]
(E. Greenwich)
12. 夢で逢えたら、もう一度 @CBS SONY 1977/04/10  –  (4:10)[1]
(E. Ohtaki)
13. 夢で逢えたら (Single Version) @CBS SONY 1977/04/10  –  (3:37)[1]
14. 恋はメレンゲ (Single Version) @Sound City 1977/04/11  –  (2:10)[1]
15. 夢で逢えたら (MONO Version) @CBS SONY 1977/04/10  –  (3:37)[1]
16. 夢で逢えたら (MONO Track Only) @CBS SONY 1977/04/10  –  (3:36)[1]

## CD-2 ONKIO HAUS MIX

### 解説
<ONKIO HAUS MIX>は福生45スタジオでのレコーディングを3月14日に終え、音響ハウスにて行われた最初のトラック・ダウンの時の音源。3月15日にM-1、3月16日にM-11、3月17日にM-2,3,8,9、3月18日にM-4,5,10、3月19日にM-6,7がそれぞれトラック・ダウンされた。ここに「夢で逢えたら、もう一度」が入っていないのは、音響ハウスではミックスされず、4月10日に六本木のCBS SONYスタジオにて「夢で逢えたら」の数ヴァージョンをミックスした時に、ストリングスをフィーチャーしたバック・トラックをエンディング・ナンバーにするというアイディアが生まれたのではないかと思われる。

### 収録曲
1. 夢で逢えたら @ONKIO HAUS 1977/03/15  –  (3:37)[1]
2. 恋はメレンゲ @ONKIO HAUS 1977/03/17  –  (2:11)[1]
3. ドリーミング・デイ @ONKIO HAUS 1977/03/17  –  (4:08)[1]
4. Walk With Me @ONKIO HAUS 1977/03/18  –  (2:27)[1]
5. こんな時 @ONKIO HAUS 1977/03/18  –  (4:52)[1]
6. The Very Thought Of You @ONKIO HAUS 1977/03/19  –  (2:41)[1]
7. Whispering @ONKIO HAUS 1977/03/19  –  (2:57)[1]
8. Tonight You Belong To Me @ONKIO HAUS 1977/03/17  –  (2:31)[1]
9. One Fine Day @ONKIO HAUS 1977/03/17  –  (3:01)[1]
10. Oh Why @ONKIO HAUS 1977/03/18  –  (3:48)[1]
11. Cha Cha Charming @ONKIO HAUS 1977/03/16  –  (2:26)[1]
12. 夢で逢えたら (MONO Version) @ONKIO HAUS 1977/03/15  –  (3:33)[1]
13. 夢で逢えたら (MONO Track Only) @ONKIO HAUS 1977/03/15  –  (4:22)[1]

## CD-3 1986 Tamotsu Yoshida Re-MIX

### 解説
1986年に信濃町のCBS SONYスタジオにて吉田保が全面的にリミックスを行った音源。M-1~11は1987年に『夢で逢えたら』として初CD化された。CDが普及し始めた時代になり、ナイアガラの70年代の音源の多くがリミックスされた。アナログからCDへとメディアが移行するにあたり、CDに向いているリミックスを試みたというのも、プロデューサー大瀧詠一ならではの発想である。M-7「The Very Thought Of You」は1981年2月28日に六本木のCBS SONYスタジオでリミックスされたヴァージョンで、同年4月1日にリリースされたアルバム『NIAGARA FALL STARS』の中ですでに発表されていた。1997年版CD『夢で逢えたら』にも収録された大瀧詠一の解説によれば、その時にドラムベースが差し替えられたが、全く違和感がないのはドラムの担当がオリジナル時と同一人物（上原裕）だったからだと記されている。M-11「夢で逢えたら」は1986年3月19日にリミックスされ、同年6月1日に発売された『NIAGARA FALL STARS Vol.1 2nd Issue』の中で一足早く発表されていた。7月11日にM-3,4,12,13、16日にM-8,9,18,19、18日にM-6,20がそれぞれリミックスされた。M-6「こんな時」は、オリジナル・ヴァージョンよりフェイド・アウトが1分以上早いが、カラオケのM-20ではオリジナルとほぼ同じく約5分の長さで聴くことができる。どちらも冒頭の雨の効果音は入っていない。M-8「Whispering」は、1987年版CD『夢で逢えたら』の解説によると、シリア・ポールによる途中のセリフが以前に発表されたものとは違うテイクが使われていると記されている。吉田保リミックスによるカラオケ・ヴァージョンは本ボックスで初登場となったが、「夢で逢えたら」と「The Very Thought Of You」のカラオケが収録されていないので、トラック・ダウンされなかったのかもしれない。

### 収録曲
1. Cha Cha Charming @CBS SONY 1986/07/15  –  (2:26)[1]
2. ドリーミング・デイ @CBS SONY 1986/07/14  –  (4:04)[1]
3. One Fine Day @CBS SONY 1986/07/11  –  (3:06)[1]
4. Walk With Me @CBS SONY 1986/07/11  –  (2:29)[1]
5. 恋はメレンゲ @CBS SONY 1986/07/14  –  (2:13)[1]
6. こんな時 @CBS SONY 1986/07/18  –  (3:56)[1]
7. The Very Thought Of You @CBS SONY 1981/02/28  –  (2:32)[1]
8. Whispering @CBS SONY 1986/07/16  –  (2:46)[1]
9. Tonight You Belong To Me @CBS SONY 1986/07/16  –  (2:32)[1]
10. Oh Why @CBS SONY 1986/07/15  –  (3:54)[1]
11. 夢で逢えたら @CBS SONY 1986/03/19  –  (3:50)[1]
12. One Fine Day (Karaoke) @CBS SONY 1986/07/11  –  (3:20)[1]
13. Walk With Me (Karaoke) @CBS SONY 1986/07/11  –  (2:30)[1]
14. ドリーミング・デイ (Karaoke) @CBS SONY 1986/07/14  –  (4:16)[1]
15. 恋はメレンゲ (Karaoke) @CBS SONY 1986/07/14  –  (2:13)[1]
16. Cha Cha Charming (Karaoke) @CBS SONY 1986/07/15  –  (2:25)[1]
17. Oh Why (Karaoke) @CBS SONY 1986/07/15  –  (3:53)[1]
18. Whispering (Karaoke) @CBS SONY 1986/07/16  –  (3:07)[1]
19. Tonight You Belong To Me (Karaoke) @CBS SONY 1986/07/16  –  (2:31)[1]
20. こんな時 (Karaoke) @CBS SONY 1986/07/18  –  (5:06)[1]

## CD-4 Rarities<Live + Karaoke + Out Takes + CM>

### 解説
M-1~5の<The First Niagara Tour @渋谷公会堂 1977/06/20>は1977年6月20日に渋谷公会堂で行われた<The First Niagara Tour>に、シリア・ポールがゲスト出演した5曲のライヴ音源。バッキング・ミュージシャンは井上敦(ds)、光永巌(b)、村松邦男(g)、駒沢裕城(sg)、井上鑑、吉原真紀子、上田メリー雅人(kbd)、シンガーズ・スリー(chorus)、稲垣次郎セクション(horns)。ドラムス、ベースとキーボードの二人（吉原真紀子、上田メリー雅人）は、レコーディング・メンバーではないが、レコードのサウンドを忠実に再現しつつ、さらにライヴならではのグルーヴを感じさせている。なお、この日のライヴ音源は過去、大滝詠一のベスト・アルバム『DEBUT』に「趣味趣味音楽」「ニコニコ笑って」「空飛ぶくじら」、『DEBUT SPECIAL』に「空飛ぶくじら」「空色のくれよん」「田舎道」「ウララカ〜はいから〜ロン・ロン〜サイダー」、2015年リリースの『NIAGARA MOON -40th Anniversary Edition-』のDisc-2「'77 Live Version」に「ナイアガラ・ムーンがまた輝けば」「三文ソング」「論寒牛男」「いつも夢中」「楽しい夜更し」「シャックリ・ママさん」「ハンド・クラッピング・ルンバ」「福生ストラット （パートII）」がそれぞれ収録されたほか、2019年リリースのライブ・アルバム『NIAGARA CONCERT '83』の初回生産限定盤にのみ収録のCD2「EACH Sings Oldies from NIAGARA CONCERT」には「Train Of Love〜Summer Lotion」が、そしてDVD「THE FIRST NIAGARA TOUR 1977/6/20 渋谷公会堂」には7曲のライヴ映像が収録され、大滝とのデュエットによる「The Very Thought Of You」歌唱時の模様を映像で確認することが出来る。M-2「Deep Purple」は1976年3月7日に新宿・紀伊國屋ホールで行われた吉田美奈子のコンサートに大滝詠一がゲスト出演した際、二人がデュエットしたことがあった。ニノ・テンポ&エイプリル・スティーヴンスの「ディープ・パープル」に続くシングル「ウィスパリング」がアルバム『夢で逢えたら』で採り上げられたのは、その時の続編という意味があったと思われる。そして、この1977年の<The First Niagara Tour>では「ウィスパリング」を歌わず、「ディープ・パープル」をデュエットしたというところが“ナイアガラ”らしい。
M-6~13の<1977 Original Album Karaoke>は初出となる、オリジナル・アルバムから8曲のカラオケ・ヴァージョン。1977年4月11日にM-6,7、13日にM-8,9,10、14日にM-11,12、15日にM-13がそれぞれトラック・ダウンされた。M-6「恋はメレンゲ」はモノラル。M-10「Tonight You Belong To Me」はシリア・ポールの姉であるポール聖名子のヴォーカル・パートを含んだカラオケであり、“(Duo-1)”と記されているのは、“デュオ・マイナス・ワン”という意味だと思われる。「夢で逢えたら」「One Fine Day」「Whispering」は収録されていない。
<Alternate MIX>のM-18「The Very Thought Of You」は、1977年4月14日、サウンド・シティで行われたミックス。「The Very Thought Of You」は、音響ハウス、サウンド・シティ、フリーダムの3か所でミックスが行われ、オリジナル盤にはフリーダムのヴァージョンが採用された。M-18は今回初出。1981年にCBS SONYスタジオでリミックスされたものも含むと、合計4か所でトラック・ダウンされたことになる。それだけこの曲に対する思い入れを感じ取ることができる。
M-19~22に収録された<資生堂CM>は、シリア・ポールが歌ったCMソング。大瀧詠一が全く関わっていない作品なので、ナイアガラ・レーベルのカタログとは言えないが、『夢で逢えたら』制作の同時期である1977年4月6日、サウンド・シティにて録音された。大瀧詠一が数多くのCMソングを手掛けるようになる原点となったCM制作会社“ON・アソシエイツ音楽出版”が制作した。担当ディレクターの関口直人は、シリア・ポールが在籍していた“モコ・ビーバー・オリーブ”が1969年12月20日に発売したシングル「海の底でうたう唄」の作曲者でもあった。1977年6月21日に放送された大瀧のラジオ番組『ゴー・ゴー・ナイアガラ』のシリア・ポール特集では、そうした逸話と共にM-21「MONO Line Version」がオンエアされた。作編曲は樋口康雄で、参加ミュージシャンは杉本喜代志(g)、寺川正典(b)、原田寛治(ds)、小出信也(fl)、篠原猛(fl)。エンジニアは篠田健二。「Line Version」「Melo Version」それぞれのステレオとモノラルが収録されている。「Line Version」は、一部が台詞になっている。

### 収録曲
<The First Niagara Tour @渋谷公会堂 1977/06/20>
1. The Very Thought Of You [Duet with EACH]  –  (2:25)[1]
2. Deep Purple [Duet with EACH]  –  (3:20)[1]
(M.Parish - P. Rose)
3. Cha Cha Charming  –  (2:04)[1]
4. 恋はメレンゲ  –  (2:18)[1]
5. 夢で逢えたら  –  (4:03)[1]
 – ミュージシャン – 
Dr : 井上敦  B : 光永巌  Gt : 村松邦男  Steel : 駒沢裕城
Key : 井上鑑 / 吉原真紀子 / 上田メリー雅人
Cho : シンガーズ・スリー  Horuns : 稲垣次郎セクション

<1977 Original Album Karaoke>
1. 恋はメレンゲ (MONO Karaoke) @Sound City 1977/04/11  –  (2:13)[1]
2. ドリーミング・デイ (Karaoke) @Sound City 1977/04/11  –  (4:55)[1]
3. Walk With Me (Karaoke) @Sound City 1977/04/12  –  (2:31)[1]
4. Oh Why (Karaoke) @Sound City 1977/04/12  –  (3:43)[1]
5. Tonight You Belong To Me (Duo-1) @Sound City 1977/04/12  –  (3:49)[1]
6. The Very Thought Of You (Karaoke) @Sound City 1977/04/14  –  (2:45)[1]
7. こんな時 (Karaoke) @Sound City 1977/04/14  –  (4:22)[1]
8. Cha Cha Charming (Karaoke) @Freedom 1977/04/15  –  (2:25)[1]

<Out Take Sessions>
1. 夢で逢えたら (Take-2)  –  (3:38)[1]
2. Walk With Me (Take-1)  –  (2:40)[1]
3. ドリーミング・デイ (Take-2)  –  (2:24)[1]
4. The Very Thought Of You (Take-2)  –  (2:43)[1]

<Alternate MIX>
1. The Very Thought Of You @Sound City 1977/04/14  –  (2:42)[1]

<資生堂CM @Sound City 1977/04/06>
1. 香り '77 (Line Version)  –  (0:31)[1]
2. 香り '77 (Melo Version)  –  (0:30)[1]
3. 香り '77 (MONO Line Version)  –  (0:31)[1]
4. 香り '77 (MONO Melo Version)  –  (0:30)[1]
作 · 編曲：樋口康雄

## LP-1 1977 Original Master

### 解説
1977年のオリジナル盤をアナログLPにて完全復刻。ロンドンのメトロポリス・スタジオにおけるハーフ・スピード・カッティング・マスターを使用した180グラムの重量盤仕様。レーベルはCD-1同様、赤色となっている。

### 収録曲

#### Side-1
1. 夢で逢えたら  –  (3:35)[1]
2. 恋はメレンゲ  –  (2:06)[1]
3. ドリーミング・デイ  –  (3:16)[1]
4. One Fine Day  –  (4:06)[1]
5. Walk With Me  –  (2:25)[1]
6. こんな時  –  (5:09)[1]

#### Side-2
1. The Very Thought Of You  –  (2:35)[1]
2. Whispering  –  (2:47)[1]
3. Tonight You Belong To Me  –  (2:28)[1]
4. Oh Why  –  (3:47)[1]
5. Cha Cha Charming  –  (2:23)[1]
6. 夢で逢えたら、もう一度  –  (4:04)[1]

## LP-2 ONKIO HAUS Master

### 解説
CD-2のアナログLP化。ただし、同ディスク収録の「夢で逢えたら (MONO Version)」と「夢で逢えたら (MONO Track Only)」は収録されていない。レーベルはCD-2同様、緑色となっている。

### 収録曲

#### Side-1
1. 夢で逢えたら  –  (3:34)[1]
2. 恋はメレンゲ  –  (2:07)[1]
3. ドリーミング・デイ  –  (4:04)[1]
4. Walk With Me  –  (2:24)[1]
5. こんな時  –  (4:49)[1]

#### Side-2
1. The Very Thought Of You  –  (2:39)[1]
2. Whispering  –  (2:55)[1]
3. Tonight You Belong To Me  –  (2:28)[1]
4. One Fine Day  –  (2:57)[1]
5. Oh Why  –  (3:45)[1]
6. Cha Cha Charming  –  (2:22)[1]

## EP-1

### 解説
1977年6月1日に発売された7インチ・シングル盤の完全復刻。CD-1収録のM-13,14のアナログ化。

#### Side A
1. 夢で逢えたら (Single Version)  –  (3:33)[1]

#### Side B
1. 恋はメレンゲ (Single Version)  –  (2:07)[1]

## EP-2

### 解説
プロモーション用に制作された非売品7インチ・シングルの完全復刻。CD-1収録のM-15,16のアナログ化。シングルは2枚とも2017年リリースのボックス・セット『NIAGARA 45RPM VOX』には未収録となっている。

### Side A
1. 夢で逢えたら (MONO Version)*  –  (3:33)[1]

### Side B
1. 夢で逢えたら (MONO Track Only)* / 大滝詠一楽団  –  (3:35)[1]

## クレジット
| — Rhythm — |                        |  |                        |
|            | 西多摩リズムセクション |  |                        |
|            | Dr. & Percussion       |  | 上原“ウラオカズ”裕     |
|            | Bass                   |  | 田中章弘               |
|            | Guitar                 |  | 村松“カンテラ星人”邦男 |
|            | Keyboards              |  | 井上鑑                 |
|            |                        |  |                        |
| — Horns —  |                        |  |                        |
|            | 稲垣セクション         |  |                        |
|            | Alto                   |  | 岡崎資夫               |
|            | Ten                    |  | 稲垣次郎               |
|            | Ten                    |  | 鈴木                   |
|            | Baritone               |  | 砂原俊三               |
|            |                        |  |                        |
| — Chorus — |                        |  |                        |
|            | シンガーズ・スリー     |  |                        |
|            |                        |  |                        |
| — Steel —  | — Steel —              |  | 駒沢裕城               |
| — Flute —  | — Flute —              |  | 浜口茂外也             |
|            |                        |  |                        |

| “The Members of The Niagara Dreaming Fun Club” |

| Beautiful Dreamer |  | A | \| | 前田裕子              |
| Ugly Dreamer      |  | B | \| | 前島“Ai hitosuji”邦昭 |
| 〃                |  | C | \| | 前島“Kotsusetsu”洋児  |
| 〃                |  | D | \| | 神直紀                |
| 〃                |  | E | \| | 山川“The Sailor”栄一  |
| 〃                |  | F | \| | 京極“Wanko soba 54”謙 |
| 〃                |  | G | \| | 若林孝                |
| 〃                |  | H | \| | 矢崎“ARS”邦博         |
| 〃                |  | I | \| | 栗田孝高              |

|             |  |                                                                    |
| Recorded at |  | 45 Studio, Fussa                                                   |
| Mixed at    |  | - Sound City, Azabudai - CBS-SONY, Roppongi - Freedom, Shin-ohkubo |
|             |  |                                                                    |
| Engineer    |  | 笛吹“Larry”銅次                                                    |
| Produced by |  | - 大瀧詠一 for Sound of - Niagara Productions.                     |

### スタッフ
| Original Engineer : Douji Fuefuki         |
| Original Art Design : Yasushi Nakayama    |
| Original Photo : Jyoji Ide                |
|                                           |
| 40th Anniversary Edition Reissue Staff    |
|                                           |
| Half Speed Vinyl Cutting & CD Mastering : |
| Tim Young (Metropolis Mastering, London)  |
| CD Mastering :                            |
| Tetsuya Naitoh (Sony Music Studios Tokyo) |
|                                           |

| Engineer : | - Tamotsu Yoshida (CD-3 Track1~20) - Tetsuya Naitoh (CD-4 Track1~5, 14~17) |
|            |                                                                            |

| Art Design : Takashi Okada (Li'l Daisy) |                                                                                |
| Photo :                                 | - Akihiro Nagata (P2,3,19~21) - Masashi Kuwamoto (P34~36) - Manabu Yuasa (P25) |

| Interview : Celia Paul |
| Text : Kenta Hagiwara  |
|                        |

| Materials Provider : | - NIPPON COLUMBIA - Manabu Yuasa - Hiroaki Shimura - Tsutomu Mori - Shun Moriya - Atsushi Tokunaga - and Ichiro Asatsuma |
|                      | |

| A&R : | - Naoki Yoshitake (Sony Music Records) - Eisuke Yamashita (Sony Music Records) |

|                                                         |
| Director : Masaaki Shirota                              |
|                                                         |
| Co-Producer : Osamu Sakaguchi (The Niagara Enterprises) |
|                                                         |
| Supervisor : Shikoh Ohtaki and Family                   |
|                                                         |
| Produced by Eiichi Ohtaki                               |

## リリース日一覧
| 地域 | タイトル                              | リリース日    | レーベル                         | 規格                | カタログ番号                  | 備考 |
| ---- | ------------------------------------- | ------------- | -------------------------------- | ------------------- | ----------------------------- | --- |
| 日本 | 夢で逢えたらVOX                       | 2018年3月21日 | NIAGARA ⁄ Sony Music Labels Inc. | 4CD+2LP+7" Single×2 | SRJL 1112~9【完全生産限定盤】 | プロデューサーの大瀧詠一が異なるスタジオでミックス・ダウンした3つのマスター・テープを軸に、未発表音源を収録したコレクターズ仕様のボックス・セット。 |
| 日本 | 夢で逢えたら 40th Anniversary Edition | 2018年3月21日 | NIAGARA ⁄ Sony Music Labels Inc. | 2CD                 | SRCL 9565~6                   | 完全生産限定『夢で逢えたらVOX』の内容をCD2枚にまとめた通常盤。                                                                                      |